# Supertaça Cândido de Oliveira 2008
La Supertaça Cândido de Oliveira 2008 è stata la 31ª edizione di tale competizione, l'8ª a finale unica. È stata disputata il 16 agosto 2008 allo Estádio Algarve di Faro. La sfida ha visto contrapposte il Porto, vincitore della Primeira Liga 2007-2008, e lo Sporting Clube de Portugal, trionfatore nella Taça de Portugal 2007-2008.
Ad aggiudicarsi il trofeo è stato lo Sporting, grazie al 2-0 inflitto ai rivali.

## Le squadre
| Squadre          | Qualificazione                             | Partecipazioni precedenti (il grassetto indica la vittoria)                                                                                   |
| ---------------- | ------------------------------------------ | --- |
| Porto            | Vincitore della Primeira Liga 2007-2008    | 23 (1979, 1981, 1983, 1984, 1985, 1986, 1988, 1990, 1991, 1992, 1993, 1994, 1995, 1996, 1997, 1998, 1999, 2000, 2001, 2003, 2004, 2006, 2007) |
| Sporting Lisbona | Vincitore della Taça de Portugal 2007-2008 | 8 (1944, 1980, 1982, 1987, 1995, 2000, 2002, 2007)                                                                                            |

## Tabellino
| Arbitro: | Xistra (Castelo Branco) |

|  |           |                |
|  | Marcatori | 45’, 57’ Djaló |

| Porto | Sporting |

### Formazioni
| Porto             |    |                    |       |     |
|                   |    |                    |       |     |
| P                 | 1  | Hélton             |       |     |
| D                 | 21 | Cristian Săpunaru  |       |     |
| D                 | 2  | Bruno Alves        |       |     |
| D                 | 3  | Pedro Emanuel      |       |     |
| D                 | 5  | Nelson Benítez     | 28’   |     |
| C                 | 6  | Fredy Guarín       |       | 69’ |
| C                 | 8  | Lucho González ()  | 90’   |     |
| C                 | 16 | Raul Meireles      |       |     |
| A                 | 9  | Lisandro López     |       |     |
| A                 | 10 | Cristian Rodríguez | 90+4’ |     |
| A                 | 19 | Ernesto Farías     |       | 56’ |
| Sostituti:        |    |                    |       |     |
| P                 | 33 | Nuno               |       |     |
| D                 | 13 | Jorge Fucile       |       |     |
| D                 | 14 | Rolando            |       |     |
| D                 | 15 | Lino               |       |     |
| C                 | 20 | Tomás Costa        |       |     |
| C                 | 25 | Fernando           |       |     |
| A                 | 12 | Hulk               |       | 56’ |
| A                 | 23 | Daniel Candeias    |       | 69’ |
| Allenatore:       |    |                    |       |     |
| Jesualdo Ferreira |    |                    |       |     |

| Sporting Lisbona |    |                   |     |     |
|                  |    |                   |     |     |
| P                | 1  | Rui Patrício      |     |     |
| D                | 78 | Abel              |     |     |
| D                | 13 | Tonel             |     |     |
| D                | 4  | Ânderson Polga    | 9’  |     |
| D                | 12 | Marco Caneira     | 71’ |     |
| C                | 28 | João Moutinho ()  |     |     |
| C                | 26 | Fábio Rochemback  |     |     |
| C                | 7  | Marat Izmajlov    |     | 67’ |
| C                | 30 | Leandro Romagnoli |     | 81’ |
| A                | 20 | Yannick Djaló     |     | 89’ |
| A                | 11 | Derlei            |     |     |
| Sostituti:       |    |                   |     |     |
| P                | 16 | Tiago Ferreira    |     |     |
| D                | 3  | Daniel Carriço    |     |     |
| D                | 18 | Leandro Grimi     |     |     |
| C                | 6  | Adrien Silva      |     |     |
| C                | 8  | Ronny             |     |     |
| C                | 24 | Miguel Veloso     |     | 67’ |
| C                | 25 | Bruno Pereirinha  |     | 89’ |
| A                | 22 | Rodrigo Tiuí      |     |     |
| A                | 23 | Hélder Postiga    |     | 81’ |
| Allenatore:      |    |                   |     |     |
| Paulo Bento      |    |                   |     |     |